# Narve Bonna
Narve Bonna   (Bærum, 16 de gener de 1901 - Bærum, 2 de març de 1976) va ser un saltador amb esquís noruec que va competir a començaments del segle xx.
El 1924 va prendre part en els Jocs Olímpics de Chamonix, on guanyà la medalla de plata en la prova de salt amb esquís.